# Бультерьер
Бультерьер (англ. bull terrier, от bull — бык и terrier — терьер) — порода собак, относящаяся к группе терьеров.

## История породы
В 50-х годах XIX века Джеймс Хинкс из Бирмингема в Англии начал выводить новую породу — белого бультерьера. Порода была получена в результате многолетнего племенного эксперимента, в котором, кроме английского бульдога и белого английского терьера, принял участие далматин. Впервые белого бультерьера Джеймс Хинкс показал на выставке собак в 1862 году. Внешние данные белого бультерьера по сравнению со старым буль-энд-терьером были улучшены, бульдожина была исправлена, собака стала длиннее в корпусе, голова приняла удлиненную, овальную форму, исчезли рыхлость губ и подвесы на шее. Бультерьер вобрал в себя лучшие черты разных пород собак — активность, выносливость, мускулистость и при этом интеллигентность. Естественно, единство этих качеств сделало белого бультерьера значительно более привлекательным[для кого?]. У преподавателей и студентов Оксфорда считалось признаком хорошего тона держать белого бультерьера.
Бультерьер получил признание Английского клуба собаководства в последней четверти XIX века, а в начале XX века в разведение допустили цветных бультерьеров.

## Характеристика породы
Общий вид. Бультерьер мускулист, подвижен. У собаки веселый нрав, её можно приучить к дисциплине. Требуется спокойная и положительная дрессировка.
Стандарт породы подразумевает под собой прекрасную форму животного, оно должно иметь плотное и коренастое телосложение, не допускающее никаких перегибов. У бультерьеров редко встречаются явные анатомические отклонения, если не считать глухоты, которая в последнее время встречается довольно редко, так как большинство питомников в мире проводят тест своих производителей на генетические заболевания. Этот порок может считаться дисквалифицирующим признаком, делающим животное непригодным к племенному разведению, чтобы не закрепить этот порок в потомках.

## Стандарт породы МКФ
Бультерьер — собака, имеющая мускулистое и крепкое телосложение, гибкая в движении и достаточно легкая в беге.
Голова длинная, сильная, низко посаженная, но не имеющая грубого вида, при виде анфас голова должна иметь форму яйца, без всяческих изгибов. Верхняя часть практически плоская, от макушки до мочки носа голова выглядит как пологая дуга, мочка носа слегка опущена, ноздри открытые и ярко выраженные. Нижняя челюсть очень сильная. Зубы должны быть белыми, крепкими и здоровыми, иметь правильный ножницеобразный прикус, любое отклонение от которого является недостатком или пороком.
Глаза узкие и косо посаженные, глубокие, расположены внутри черепа, имеют форму треугольника, по стандарту должны быть темно-коричневыми, светлая окраска глаз является дисквалифицирующим признаком. Расстояние от носа до глаза должно быть больше, чем от глаза до середины верхней части головы.
Уши маленькие и тонкие, плотно посаженные друг к другу, животное несет их прямо, они должны стоять вертикально и не спускаться на полухрящах.
Конечности должны быть крепкими, мускулистыми, лопатки плоскими и прилегающими к грудной клетке. Передние лапы имеют круглые и крепкие кости, придавая животному устойчивое положение. Конечности параллельны, имеют среднюю длину, локти плотно прилегают. Задние лапы также параллельные, крепкие и мускулистые. Колено очень гибкое, средняя часть задних конечностей короткая и сильная. Лапы круглые с компактными и хорошо подвижными пальцами.
Торс бультерьера имеет округлую форму, грудь глубокая, ребра выступают, грудина находится ближе к земле, чем живот. Спина крепкая и короткая. Если смотреть на животное спереди, грудная клетка должна выглядеть достаточно широкой, с явно выделяющимися мышцами.
Окрас белый и цветной. Если собака белого цвета, то он должен быть чисто белым, допустимы цветные пятна на голове, пигмент кожи может быть цветным, но не выделяться и не бросаться в глаза. У цветных собак цвет должен быть преобладающим.
Хвост у бультерьера короткий, низко поставленный, сужающийся к концу.
Вес животного не ограничивается стандартами, однако собака не должна выглядеть поджарой и с недостатком веса, а также иметь слишком большой вес (толстая).

### Миниатюрный бультерьер
МКФ выделяет разновидность породы «миниатюрный бультерьер». Его рост не должен превышать 35,5 см.

## Содержание и уход
Хорошо приспосабливается к жизни в помещении, не любит оставаться один. Требуется высокий уровень физической нагрузки. Минимальный уход за шерстью. Даже если на улице грязь и слякоть, шерсть бультерьера нуждается после прогулки лишь в легкой чистке влажной губкой или негрубой щеткой. Как раз короткая шерсть сделала эту породу любимой для комнатного содержания. Важно следить, чтобы шерсть всегда была чистой и блестящей. Матовая и тусклая шерсть говорит о том, что животное нездорово.
Агрессивные бультерьеры нетипичны для стандарта породы, пугливые и трусливые животные подлежат отбраковке. Животное нужно воспитывать так, чтобы оно имело достаточно уравновешенный характер, в котором нет места для безумной злобы и чрезмерной пугливости.